# Muro Leccese
Pour les articles homonymes, voir Muro.
Muro Leccese est une commune italienne de la province de Lecce dans les Pouilles.

## Administration
| Période                                  | Période  | Identité        | Étiquette | Qualité |
| ---------------------------------------- | -------- | --------------- | --------- | ------- |
| 15 juin 2004                             | En cours | Antonio De Iaco |           |         |
| Les données manquantes sont à compléter. |          |                 |           |         |

### Communes limitrophes
Giuggianello, Maglie, Palmariggi, Sanarica, Scorrano